# Čejkov
Čejkov (německy Tschejkow) je malá vesnice, část městyse Nový Rychnov v okrese Pelhřimov. Nachází se asi 3,5 km na západ od Nového Rychnova. V roce 2009 zde bylo evidováno 43 adres. V roce 2001 zde trvale žilo 63 obyvatel.
Čejkov je také název katastrálního území o rozloze 5 km2.

## Historie
První písemná zmínka o obci pochází z roku 1379.

## Pamětihodnosti
- kaple svatého Jana Nepomuckého na návsi
- kamenná barokní boží muka z roku 1729 u silnice směr Nový Rychnov
- kamenná barokní boží muka z 1. poloviny 18. století u cesty do Sázavy

## Galerie

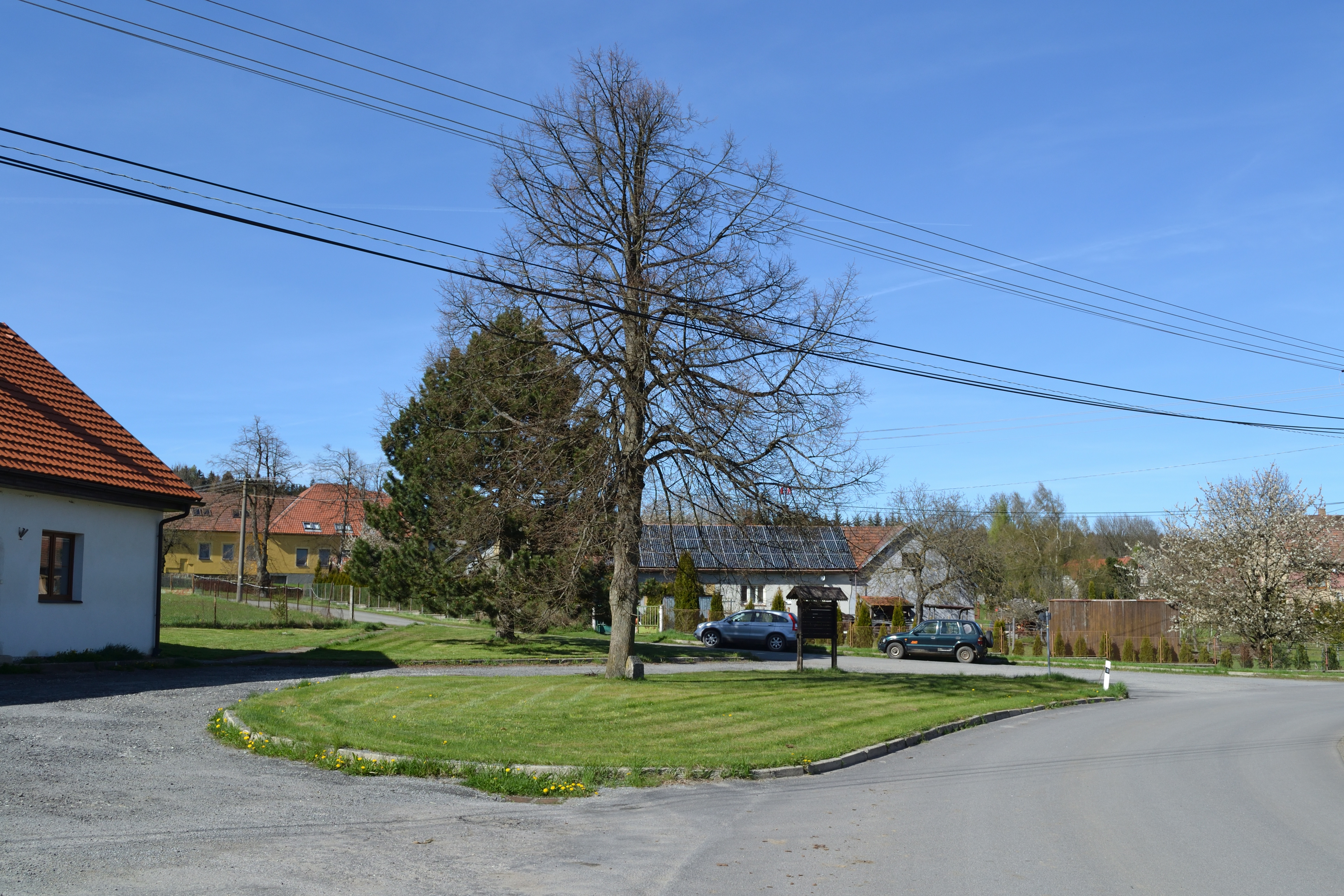
náves
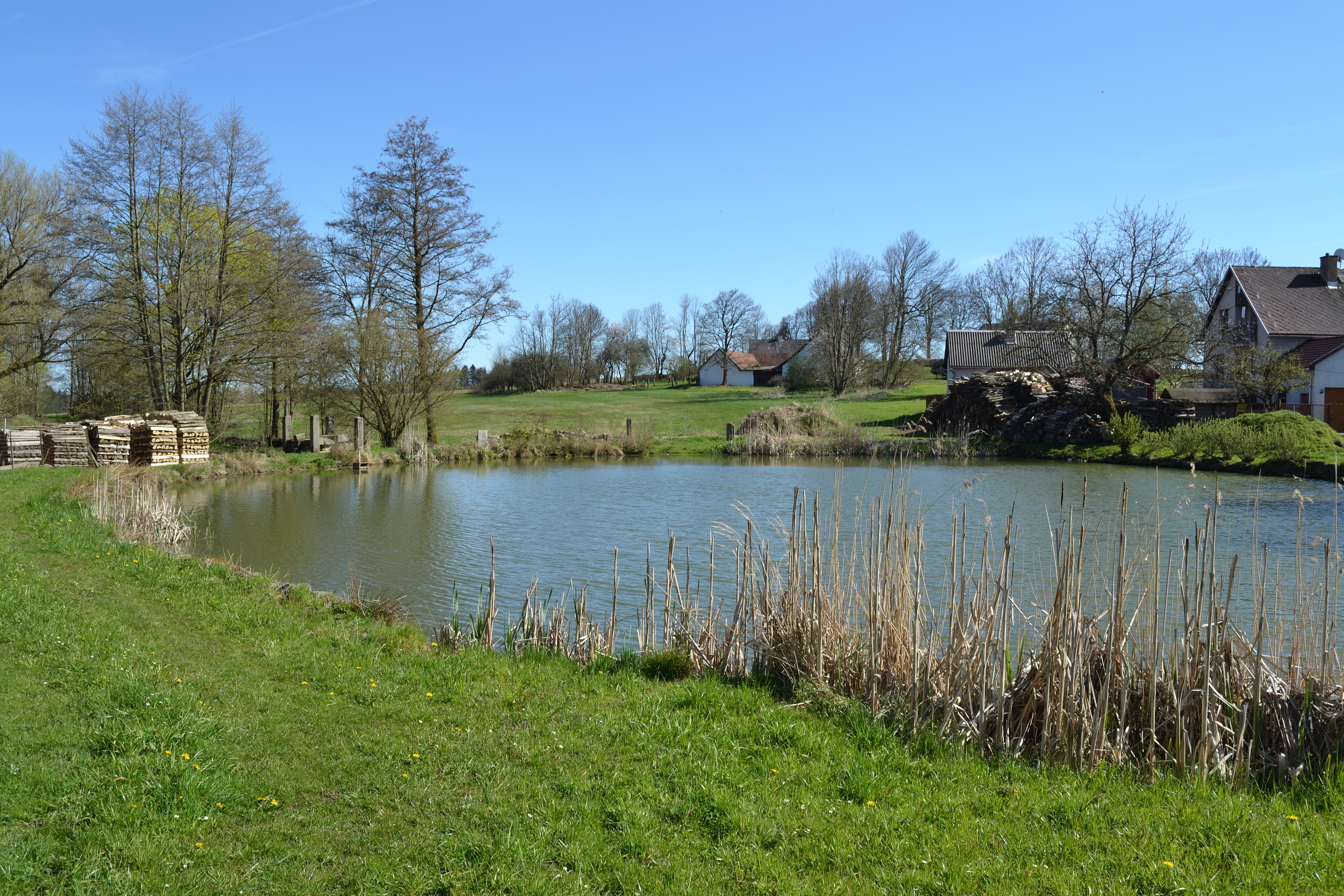
rybníček u návsi
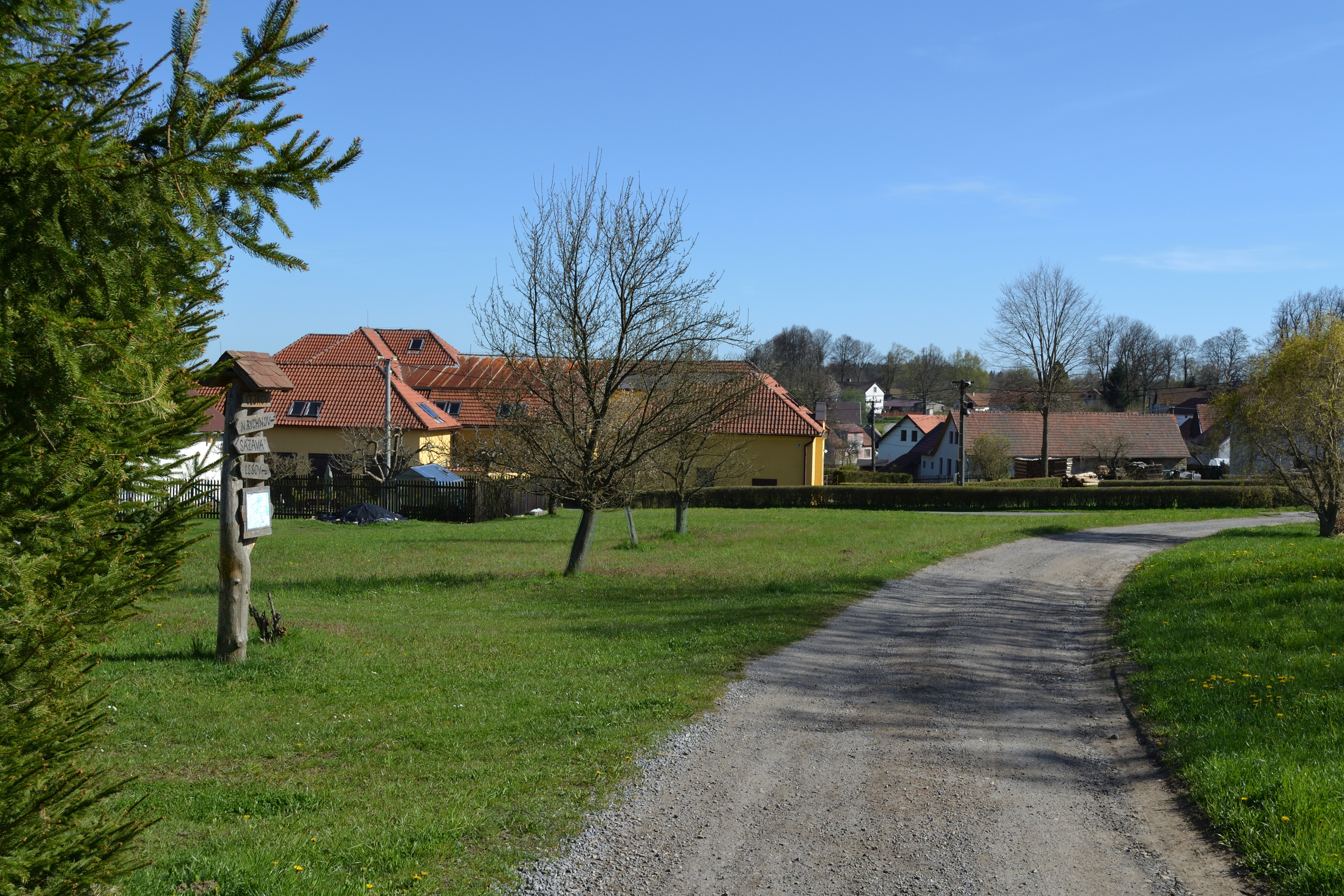
severní okraj
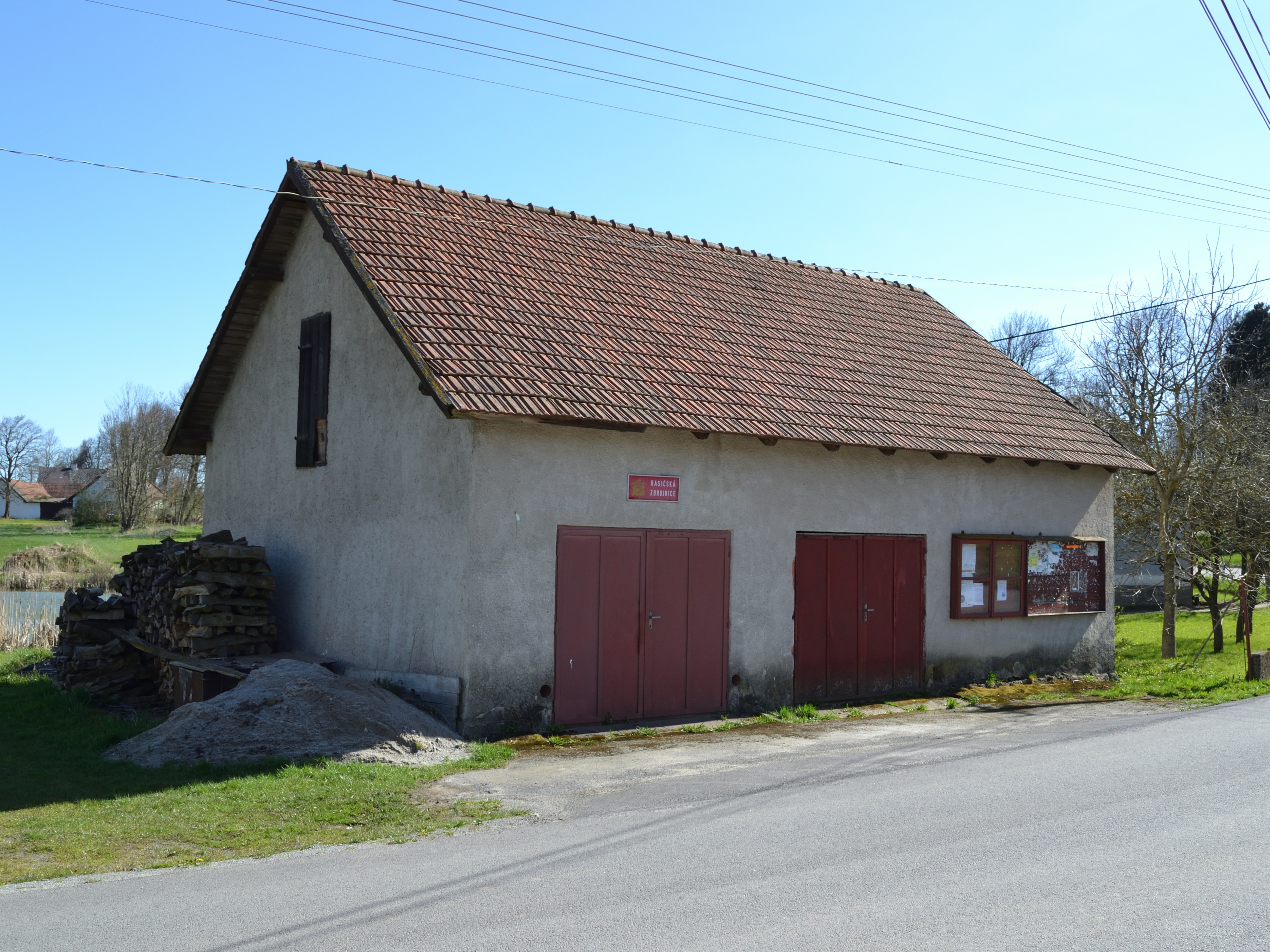
hasičská zbrojnice
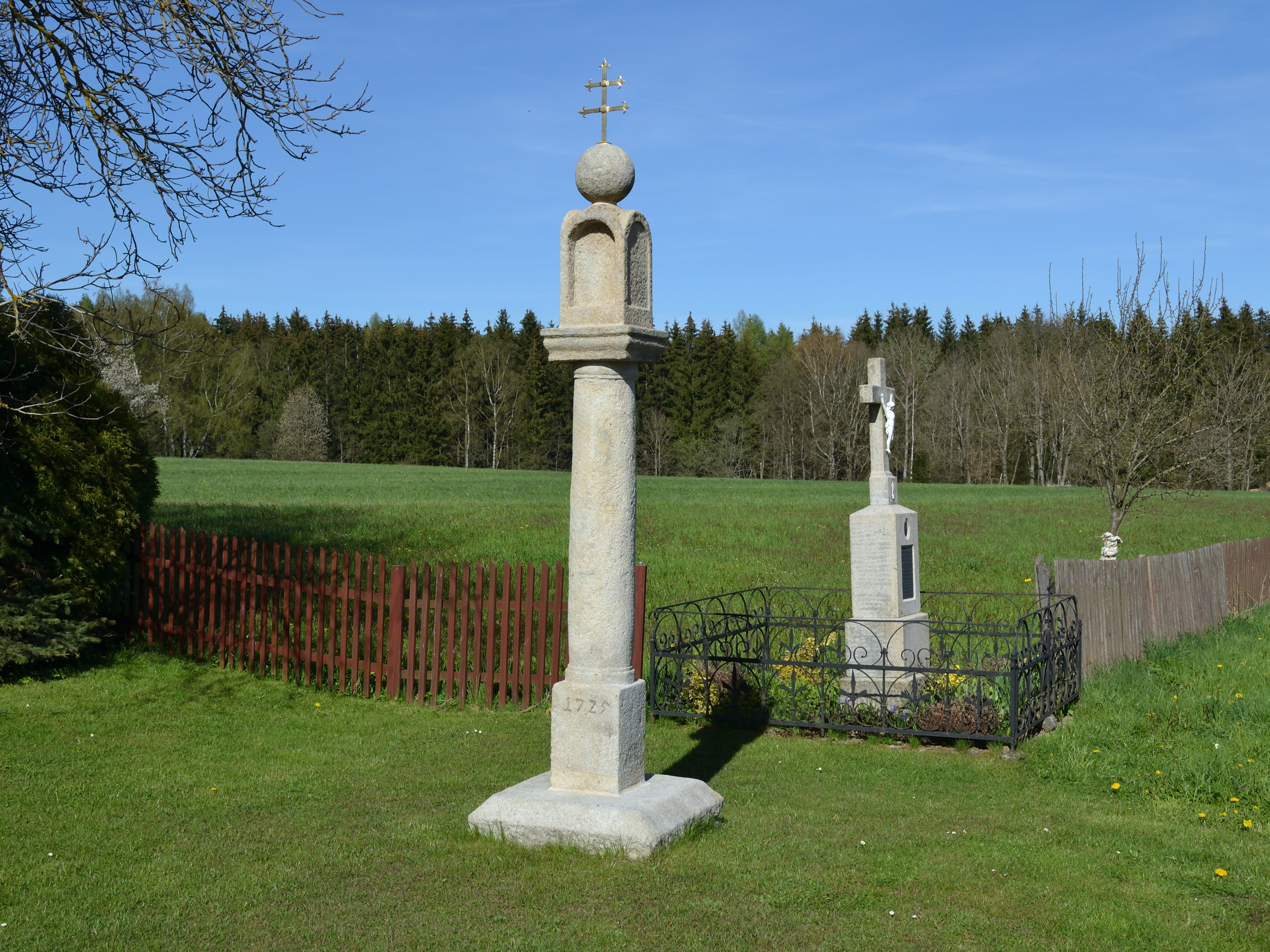
boží muka u silnice na Nový Rychnov